# Élections législatives de 1988 dans les Yvelines
Les élections législatives françaises de 1988 se déroulent les 5 et 12 juin 1988. Dans le département des Yvelines, douze députés sont à élire dans le cadre de douze circonscriptions.

## Élus
| Circonscription | Député sortant        | Parti                 | Parti                 | Député élu ou réélu  | Parti | Parti     |
| --------------- | --------------------- | --------------------- | --------------------- | -------------------- | ----- | --------- |
| 1re             | Scrutin proportionnel | Scrutin proportionnel | Scrutin proportionnel | Étienne Pinte        |       | RPR       |
| 2e              | Scrutin proportionnel | Scrutin proportionnel | Scrutin proportionnel | Franck Borotra       |       | RPR       |
| 3e              | Scrutin proportionnel | Scrutin proportionnel | Scrutin proportionnel | Paul-Louis Tenaillon |       | UDF (CDS) |
| 4e              | Scrutin proportionnel | Scrutin proportionnel | Scrutin proportionnel | Pierre Lequiller     |       | UDF (PR)  |
| 5e              | Scrutin proportionnel | Scrutin proportionnel | Scrutin proportionnel | Alain Jonemann       |       | RPR       |
| 6e              | Scrutin proportionnel | Scrutin proportionnel | Scrutin proportionnel | Michel Péricard      |       | RPR       |
| 7e              | Scrutin proportionnel | Scrutin proportionnel | Scrutin proportionnel | Michel Rocard        |       | PS        |
| 8e              | Scrutin proportionnel | Scrutin proportionnel | Scrutin proportionnel | Bernard Schreiner    |       | PS        |
| 9e              | Scrutin proportionnel | Scrutin proportionnel | Scrutin proportionnel | Henri Cuq            |       | RPR       |
| 10e             | Scrutin proportionnel | Scrutin proportionnel | Scrutin proportionnel | Christine Boutin     |       | UDF (CDS) |
| 11e             | Scrutin proportionnel | Scrutin proportionnel | Scrutin proportionnel | Guy Malandain        |       | PS        |
| 12e             | Scrutin proportionnel | Scrutin proportionnel | Scrutin proportionnel | Jacques Masdeu-Arus  |       | RPR       |

## Positionnement des partis
L'UDF et le RPR se présentent unis sous l'étiquette « Union du Rassemblement et du Centre » tandis que les candidats du Parti socialiste se rangent sous la bannière de la « Majorité présidentielle pour la France unie », slogan de la campagne présidentielle de François Mitterrand.

## Résultats

### Résultats à l'échelle du département
| Parti          | Parti                               | Premier tour | Premier tour | Second tour | Second tour | Sièges |
| Parti          | Parti                               | Voix         | %            | Voix        | %           | Sièges |
| -------------- | ----------------------------------- | ------------ | ------------ | ----------- | ----------- | ------ |
|                | Rassemblement pour la République    | 137 409      | 28,15        | 97 294      | 24,96       | 6      |
|                | Union pour la démocratie française  | 79 538       | 16,30        | 109 066     | 27,98       | 3      |
|                | Divers droite                       | 10 079       | 2,07         |             |             | 0      |
|                | Union du Rassemblement et du Centre | 227 026      | 46,52        | 206 360     | 52,94       | 9      |
|                |                                     |              |              |             |             |        |
|                | Parti socialiste                    | 154 327      | 31,62        | 183 430     | 47,06       | 3      |
|                | Divers gauche (Maj. prés.)          | 2 116        | 0,43         |             |             | 0      |
|                | La France unie                      | 156 443      | 32,05        | 183 430     | 47,06       | 3      |
|                |                                     |              |              |             |             |        |
|                | Front national                      | 56 256       | 11,53        |             |             | 0      |
|                | Parti communiste français           | 45 663       | 9,36         | 0           |             |        |
|                | Parti ouvrier européen              | 2 670        | 0,55         | 0           |             |        |
|                |                                     |              |              |             |             |        |
| Inscrits       | Inscrits                            | 775 273      | 100,00       | 581 295     | 100,00      | 12     |
| Abstentions    | Abstentions                         | 279 761      | 36,09        | 183 089     | 31,5        |        |
| Votants        | Votants                             | 495 512      | 63,91        | 398 206     | 68,5        |        |
| Blancs et nuls | Blancs et nuls                      | 7 454        | 1,5          | 8 416       | 2,11        |        |
| Exprimés       | Exprimés                            | 488 058      | 98,5         | 389 790     | 97,89       |        |

### Résultats par circonscription

#### Première circonscription (Versailles-Nord)
|                | Étienne Pinte sortant réélu | RPR (URC)      | 26 770 | 55,17  |  |  |  |
|                | Roland Nadaus               | PS             | 13 642 | 28,11  |  |  |  |
|                | Jean-Louis Guillaume        | FN             | 4 903  | 10,1   |  |  |  |
|                | Roland Thébault             | PCF            | 2 789  | 5,75   |  |  |  |
|                | Jean-François You           | POE            | 419    | 0,86   |  |  |  |
|                |                             |                |        |        |  |  |  |
| Inscrits       | Inscrits                    | Inscrits       | 74 596 | 100,00 |  |  |  |
| Abstentions    | Abstentions                 | Abstentions    | 25 434 | 34,1   |  |  |  |
| Votants        | Votants                     | Votants        | 49 162 | 65,9   |  |  |  |
| Blancs et nuls | Blancs et nuls              | Blancs et nuls | 639    | 1,3    |  |  |  |
| Exprimés       | Exprimés                    | Exprimés       | 48 523 | 98,7   |  |  |  |

#### Deuxième circonscription (Versailles-Sud)
| Candidat       | Candidat                            | Parti          | Premier tour | Premier tour | Second tour | Second tour |  |
| Candidat       | Candidat                            | Parti          | Voix         | %            | Voix        | %           |  |
| -------------- | ----------------------------------- | -------------- | ------------ | ------------ | ----------- | ----------- |  |
|                | Franck Borotra sortant réélu        | RPR (URC)      | 21 449       | 49,37        | 27 223      | 60,08       |  |
|                | André Pigné                         | PS             | 13 167       | 30,31        | 18 086      | 39,92       |  |
|                | Roger Gilissen                      | FN             | 4 049        | 9,32         |             |             |  |
|                | Syvie Huet                          | PCF            | 3 035        | 6,99         |             |             |  |
|                | Marie-Dominique Delarue             | Divers droite  | 1 317        | 3,03         |             |             |  |
|                | Maximilien de Bazelaire de Rupierre | POE            | 428          | 0,99         |             |             |  |
|                |                                     |                |              |              |             |             |  |
| Inscrits       | Inscrits                            | Inscrits       | 67 841       | 100,00       | 67 818      | 100,00      |  |
| Abstentions    | Abstentions                         | Abstentions    | 23 769       | 35,04        | 21 715      | 32,02       |  |
| Votants        | Votants                             | Votants        | 44 072       | 64,96        | 46 103      | 67,98       |  |
| Blancs et nuls | Blancs et nuls                      | Blancs et nuls | 627          | 1,42         | 794         | 1,72        |  |
| Exprimés       | Exprimés                            | Exprimés       | 43 445       | 98,58        | 45 309      | 98,28       |  |

#### Troisième circonscription (Le Chesnay)
|                | Paul-Louis Tenaillon sortant réélu | UDF (CDS) (URC) | 24 074 | 59,14  |  |  |  |
|                | Roland Prédiéri                    | PS              | 10 001 | 24,57  |  |  |  |
|                | Pascal Delmas                      | FN              | 3 821  | 9,39   |  |  |  |
|                | Chantal Leclerc                    | PCF             | 1 749  | 4,3    |  |  |  |
|                | Bernard Dumont                     | Divers droite   | 816    | 2      |  |  |  |
|                | Michel Guyot                       | POE             | 248    | 0,61   |  |  |  |
|                |                                    |                 |        |        |  |  |  |
| Inscrits       | Inscrits                           | Inscrits        | 64 012 | 100,00 |  |  |  |
| Abstentions    | Abstentions                        | Abstentions     | 22 791 | 35,6   |  |  |  |
| Votants        | Votants                            | Votants         | 41 221 | 64,4   |  |  |  |
| Blancs et nuls | Blancs et nuls                     | Blancs et nuls  | 512    | 1,24   |  |  |  |
| Exprimés       | Exprimés                           | Exprimés        | 40 709 | 98,76  |  |  |  |

#### Quatrième circonscription (Houilles)
| Candidat       | Candidat                 | Parti                | Premier tour | Premier tour | Second tour | Second tour |  |
| Candidat       | Candidat                 | Parti                | Voix         | %            | Voix        | %           |  |
| -------------- | ------------------------ | -------------------- | ------------ | ------------ | ----------- | ----------- |  |
|                | Pierre Lequiller élu     | UDF (PR) (URC)       | 20 564       | 47,96        | 26 968      | 60,07       |  |
|                | Jacqueline Penez         | PS                   | 10 909       | 25,44        | 17 922      | 39,92       |  |
|                | Eugène Seleskovitch      | PCF                  | 4 925        | 11,48        |             |             |  |
|                | Nicolas Tandler          | FN                   | 4 364        | 10,17        |             |             |  |
|                | Jean-François Bianchetti | Divers droite        | 1 101        | 2,56         |             |             |  |
|                | Jean-Henri Ricard        | Divers droite        | 819          | 1,91         |             |             |  |
|                | Odile Perfumo            | Extrême droite (POE) | 188          | 0,43         |             |             |  |
|                |                          |                      |              |              |             |             |  |
| Inscrits       | Inscrits                 | Inscrits             | 67 941       | 100,00       | 67 907      | 100,00      |  |
| Abstentions    | Abstentions              | Abstentions          | 24 512       | 36,08        | 22 211      | 32,71       |  |
| Votants        | Votants                  | Votants              | 43 429       | 63,92        | 45 696      | 67,29       |  |
| Blancs et nuls | Blancs et nuls           | Blancs et nuls       | 559          | 1,29         | 806         | 1,76        |  |
| Exprimés       | Exprimés                 | Exprimés             | 42 870       | 98,71        | 44 890      | 98,24       |  |

#### Cinquième circonscription (Sartrouville)
| Candidat       | Candidat           | Parti          | Premier tour | Premier tour | Second tour | Second tour |  |
| Candidat       | Candidat           | Parti          | Voix         | %            | Voix        | %           |  |
| -------------- | ------------------ | -------------- | ------------ | ------------ | ----------- | ----------- |  |
|                | Alain Jonemann élu | RPR (URC)      | 18 476       | 45,05        | 25 490      | 58,82       |  |
|                | Jean Le Gars       | PS             | 10 982       | 26,77        | 17 845      | 41,17       |  |
|                | Auguste Chrétienne | PCF            | 5 216        | 12,71        |             |             |  |
|                | Philippe Colombani | FN             | 5 155        | 12,57        |             |             |  |
|                | Francis Chebaut    | Divers droite  | 1 180        | 2,87         |             |             |  |
|                |                    |                |              |              |             |             |  |
| Inscrits       | Inscrits           | Inscrits       | 65 204       | 100,00       | 65 200      | 100,00      |  |
| Abstentions    | Abstentions        | Abstentions    | 23 645       | 36,26        | 20 928      | 32,1        |  |
| Votants        | Votants            | Votants        | 41 559       | 63,74        | 44 272      | 67,9        |  |
| Blancs et nuls | Blancs et nuls     | Blancs et nuls | 550          | 1,32         | 937         | 2,12        |  |
| Exprimés       | Exprimés           | Exprimés       | 41 009       | 98,68        | 43 335      | 97,88       |  |

#### Sixième circonscription  (Saint-Germain-en-Laye)
|                | Michel Péricard sortant réélu | RPR (URC)      | 19 408 | 55,74  |  |  |  |
|                | Jean Modolo                   | PS             | 8 561  | 24,59  |  |  |  |
|                | Pierre Soulat                 | PCF            | 3 404  | 9,78   |  |  |  |
|                | Jean Bongrand                 | FN             | 3 187  | 9,15   |  |  |  |
|                | René Dru                      | POE            | 260    | 0,75   |  |  |  |
|                |                               |                |        |        |  |  |  |
| Inscrits       | Inscrits                      | Inscrits       | 55 128 | 100,00 |  |  |  |
| Abstentions    | Abstentions                   | Abstentions    | 19 805 | 35,93  |  |  |  |
| Votants        | Votants                       | Votants        | 35 323 | 64,07  |  |  |  |
| Blancs et nuls | Blancs et nuls                | Blancs et nuls | 503    | 1,42   |  |  |  |
| Exprimés       | Exprimés                      | Exprimés       | 34 820 | 98,58  |  |  |  |

#### Septième circonscription (Conflans-Sainte-Honorine)
| Candidat                                | Candidat           | Parti                | Premier tour | Premier tour | Second tour | Second tour |  |
| Candidat                                | Candidat           | Parti                | Voix         | %            | Voix        | %           |  |
| --------------------------------------- | ------------------ | -------------------- | ------------ | ------------ | ----------- | ----------- |  |
|                                         | Michel Rocard élu  | PS                   | 17 832       | 47,04        | 22 643      | 54,90       |  |
|                                         | Gérard Rebreyend   | UDF (PR) (URC)       | 9 935        | 26,21        | 18 600      | 45,09       |  |
|                                         | Henri Jeannequin   | FN                   | 4 897        | 12,92        |             |             |  |
|                                         | Jean-Marie Alcaraz | Divers droite        | 2 712        | 7,15         |             |             |  |
|                                         | Jean Caron         | PCF                  | 2 276        | 6,04         |             |             |  |
|                                         | Francine Loué      | Extrême droite (POE) | 249          | 0,65         |             |             |  |
|                                         |                    |                      |              |              |             |             |  |
| Inscrits                                | Inscrits           | Inscrits             | 61 514       | 100,00       | 61 503      | 100,00      |  |
| Abstentions                             | Abstentions        | Abstentions          | 23 106       | 37,56        | 19 411      | 31,56       |  |
| Votants                                 | Votants            | Votants              | 38 408       | 62,44        | 42 092      | 68,44       |  |
| Blancs et nuls                          | Blancs et nuls     | Blancs et nuls       | 507          | 1,32         | 849         | 2,02        |  |
| Exprimés                                | Exprimés           | Exprimés             | 37 901       | 98,68        | 41 243      | 97,98       |  |
| Source : Le Monde des 7 et 14 juin 1988 |                    |                      |              |              |             |             |  |

#### Huitième circonscription (Mantes-la-Jolie)
| Candidat              | Candidat                        | Parti          | Premier tour | Premier tour | Second tour | Second tour |  |
| Candidat              | Candidat                        | Parti          | Voix         | %            | Voix        | %           |  |
| --------------------- | ------------------------------- | -------------- | ------------ | ------------ | ----------- | ----------- |  |
|                       | Bernard Schreiner sortant réélu | PS             | 13 019       | 37,51        | 20 906      | 56,49       |  |
|                       | Pierre Daniel                   | RPR (URC)      | 9 352        | 26,95        | 16 104      | 43,51       |  |
|                       | Georges-Paul Wagner sortant     | FN             | 6 282        | 18,1         |             |             |  |
|                       | Georges Godin                   | PCF            | 4 759        | 13,71        |             |             |  |
|                       | Alexandra Meynier               | Divers droite  | 679          | 1,96         |             |             |  |
|                       | Jean-François Colin             | Divers droite  | 616          | 1,77         |             |             |  |
|                       |                                 |                |              |              |             |             |  |
| Inscrits              | Inscrits                        | Inscrits       | 57 539       | 100,00       | 57 487      | 100,00      |  |
| Abstentions           | Abstentions                     | Abstentions    | 22 194       | 38,57        | 19 437      | 33,81       |  |
| Votants               | Votants                         | Votants        | 35 345       | 61,43        | 38 050      | 66,19       |  |
| Blancs et nuls        | Blancs et nuls                  | Blancs et nuls | 638          | 1,81         | 1 040       | 2,73        |  |
| Exprimés              | Exprimés                        | Exprimés       | 34 707       | 98,19        | 37 010      | 97,27       |  |
| Source : Data.gouv.fr |                                 |                |              |              |             |             |  |

#### Neuvième circonscription (Aubergenville)
| Candidat       | Candidat            | Parti                      | Premier tour | Premier tour | Second tour | Second tour |  |
| Candidat       | Candidat            | Parti                      | Voix         | %            | Voix        | %           |  |
| -------------- | ------------------- | -------------------------- | ------------ | ------------ | ----------- | ----------- |  |
|                | Henri Cuq élu       | RPR (URC)                  | 16 327       | 37,32        | 24 937      | 51,81       |  |
|                | Jean Cottave        | PS                         | 13 968       | 31,93        | 23 198      | 48,19       |  |
|                | Michel Bayvet       | FN                         | 6 801        | 15,55        |             |             |  |
|                | Joseph Tréhel       | PCF                        | 4 338        | 9,92         |             |             |  |
|                | Gabriel de Bryas    | Divers gauche (Maj. prés.) | 949          | 2,17         |             |             |  |
|                | Jean-Michel Taicher | Divers droite              | 839          | 1,92         |             |             |  |
|                | Philippe Jamet      | POE                        | 528          | 1,21         |             |             |  |
|                |                     |                            |              |              |             |             |  |
| Inscrits       | Inscrits            | Inscrits                   | 69 860       | 100,00       | 69 836      | 100,00      |  |
| Abstentions    | Abstentions         | Abstentions                | 25 071       | 35,89        | 20 451      | 29,28       |  |
| Votants        | Votants             | Votants                    | 44 789       | 64,11        | 49 385      | 70,72       |  |
| Blancs et nuls | Blancs et nuls      | Blancs et nuls             | 1 039        | 2,32         | 1 250       | 2,53        |  |
| Exprimés       | Exprimés            | Exprimés                   | 43 750       | 97,68        | 48 135      | 97,47       |  |

#### Dixième circonscription (Rambouillet)
| Candidat       | Candidat                         | Parti                      | Premier tour | Premier tour | Second tour | Second tour |  |
| Candidat       | Candidat                         | Parti                      | Voix         | %            | Voix        | %           |  |
| -------------- | -------------------------------- | -------------------------- | ------------ | ------------ | ----------- | ----------- |  |
|                | Christine Boutin sortante réélue | UDF (CDS) (URC)            | 24 965       | 46,92        | 32 260      | 56,21       |  |
|                | Georges Mougeot                  | PS                         | 17 895       | 33,63        | 25 132      | 43,79       |  |
|                | Jean-Claude Antoine              | FN                         | 5 123        | 9,63         |             |             |  |
|                | Jean Gastine                     | PCF                        | 4 056        | 7,62         |             |             |  |
|                | Hilaire Desprez                  | Divers gauche (Maj. prés.) | 1 167        | 2,19         |             |             |  |
|                |                                  |                            |              |              |             |             |  |
| Inscrits       | Inscrits                         | Inscrits                   | 80 644       | 100,00       | 80 602      | 100,00      |  |
| Abstentions    | Abstentions                      | Abstentions                | 26 632       | 33,02        | 22 130      | 27,46       |  |
| Votants        | Votants                          | Votants                    | 54 012       | 66,98        | 58 472      | 72,54       |  |
| Blancs et nuls | Blancs et nuls                   | Blancs et nuls             | 806          | 1,49         | 1 080       | 1,85        |  |
| Exprimés       | Exprimés                         | Exprimés                   | 53 206       | 98,51        | 57 392      | 98,15       |  |

#### Onzième circonscription (Trappes)
| Candidat       | Candidat                    | Parti          | Premier tour | Premier tour | Second tour | Second tour |  |
| Candidat       | Candidat                    | Parti          | Voix         | %            | Voix        | %           |  |
| -------------- | --------------------------- | -------------- | ------------ | ------------ | ----------- | ----------- |  |
|                | Guy Malandain sortant réélu | PS             | 11 375       | 36,46        | 18 403      | 54,87       |  |
|                | Janine Cayet                | UDF (PR) (URC) | 10 604       | 33,99        | 15 134      | 45,13       |  |
|                | Jacqueline Hoffmann sortant | PCF            | 5 584        | 17,9         |             |             |  |
|                | Olivier Cazal               | FN             | 3 636        | 11,65        |             |             |  |
|                |                             |                |              |              |             |             |  |
| Inscrits       | Inscrits                    | Inscrits       | 53 108       | 100,00       | 53 093      | 100,00      |  |
| Abstentions    | Abstentions                 | Abstentions    | 21 369       | 40,24        | 18 692      | 35,21       |  |
| Votants        | Votants                     | Votants        | 31 739       | 59,76        | 34 401      | 64,79       |  |
| Blancs et nuls | Blancs et nuls              | Blancs et nuls | 540          | 1,7          | 864         | 2,51        |  |
| Exprimés       | Exprimés                    | Exprimés       | 31 199       | 98,3         | 33 537      | 97,49       |  |

#### Douzième circonscription (Poissy)
| Candidat       | Candidat                          | Parti          | Premier tour | Premier tour | Second tour | Second tour |  |
| Candidat       | Candidat                          | Parti          | Voix         | %            | Voix        | %           |  |
| -------------- | --------------------------------- | -------------- | ------------ | ------------ | ----------- | ----------- |  |
|                | Jacques Masdeu-Arus sortant réélu | RPR (URC)      | 15 023       | 41,82        | 19 644      | 50,45       |  |
|                | Martine Frachon sortante          | PS             | 12 976       | 36,13        | 19 295      | 49,55       |  |
|                | Michel Currat                     | FN             | 4 038        | 11,24        |             |             |  |
|                | Janine Thomas-Florès              | PCF            | 3 532        | 9,83         |             |             |  |
|                | Philippe Cadoux                   | POE            | 350          | 0,97         |             |             |  |
|                |                                   |                |              |              |             |             |  |
| Inscrits       | Inscrits                          | Inscrits       | 57 886       | 100,00       | 57 849      | 100,00      |  |
| Abstentions    | Abstentions                       | Abstentions    | 21 433       | 37,03        | 18 114      | 31,31       |  |
| Votants        | Votants                           | Votants        | 36 453       | 62,97        | 39 735      | 68,69       |  |
| Blancs et nuls | Blancs et nuls                    | Blancs et nuls | 534          | 1,46         | 796         | 2           |  |
| Exprimés       | Exprimés                          | Exprimés       | 35 919       | 98,54        | 38 939      | 98          |  |